# Alectoris
Genre
Alectoris est un genre de perdrix. Il appartient à la famille des Phasianidae et à la sous-famille des Perdicinae.

## Classification
D'après la classification de référence (version 6.1, 2016) du Congrès ornithologique international (ordre phylogénique) :
- Alectoris graeca – Perdrix bartavelle
- Alectoris chukar – Perdrix choukar
- Alectoris magna – Perdrix de Przewalski
- Alectoris philbyi – Perdrix de Philby
- Alectoris barbara – Perdrix gambra
- Alectoris rufa – Perdrix rouge
- Alectoris melanocephala – Perdrix à tête noire